# Sanniki
Sanniki (deutsch 1943–1945 Sannikau) ist eine Stadt im Powiat Gostyniński der Woiwodschaft Masowien in Polen. Sie ist Sitz der gleichnamigen Stadt-und-Land-Gemeinde mit 5972 Einwohnern (Stand 31. Dezember 2020).

## Geschichte
Von 1939 bis 1945 war Sanniki, ab 1943 in Sannikau umbenannt, Teil des neuen Regierungsbezirkes Hohensalza im Landkreis Waldrode, Reichsgau Wartheland. Zum 1. Januar 2018 wurde Sanniki zur Stadt erhoben.

## Gemeinde
Zur Stadt-und-Land-Gemeinde (gmina miejsko-wiejska) Sanniki gehören die Stadt selbst und 18 Dörfer mit Schulzenämtern.

## Sehenswürdigkeiten

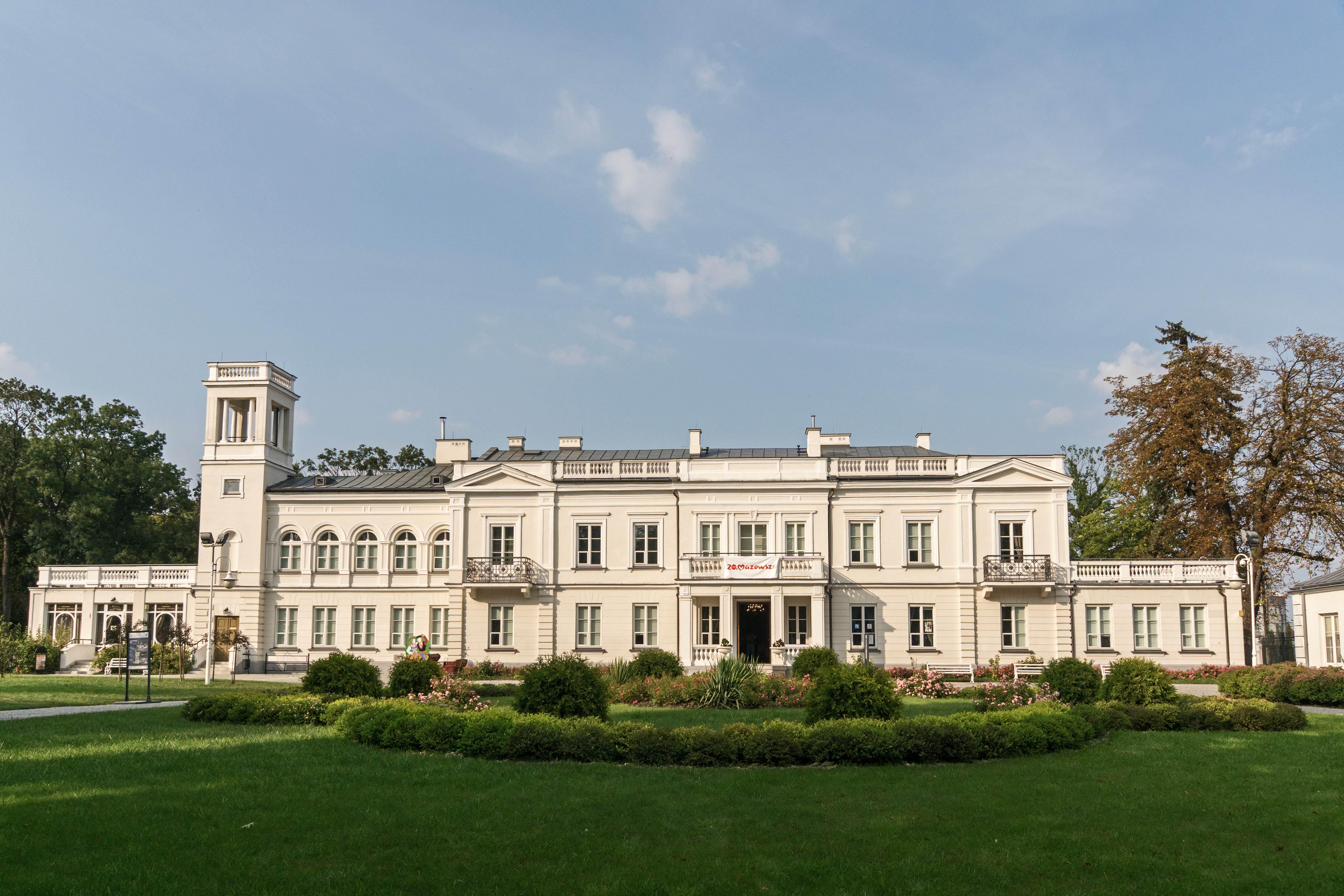
Schloss Sanniki, 2018

Im Schloss Sanniki, das im 18. Jahrhundert entstand und zu Beginn des 20. Jahrhunderts im italienischen Stil nach Plänen von Władysław Marconi umgebaut wurde, verbrachte der junge Fryderyk Chopin im Juli und August 1828 seine Sommerferien. Heute befindet sich dort ein Chopin-Zentrum und ein Chopin-Museum. Im gleichnamigen Schlosspark steht eine Chopin-Skulptur. Seit über 35 Jahren dient Schloss Sanniki jährlich als Austragungsort eines Chopin-Konzert-Festivals.